# لویرو
لویرو (انگلیسی: Luiro) رودخانه ای در فنلاند است. اینها شاخه های کیتینن هستند که خود شاخه ای از کیمی‌یوکی است. این رودخانه از میان شهر های سدان‌کوله، ساووکوسکی و پلکوسنیمی در لاپلند فنلاند می گذرد. 